# 第25回主要国首脳会議
第25回主要国首脳会議（だい25かいしゅようこくしゅのうかいぎ）は、1999年6月18日から20日までドイツのケルンで開催された主要国首脳会議。通称ケルン・サミット。

## 出席首脳
出席首脳の一覧
- ゲルハルト・シュレーダー（議長 ドイツ連邦首相）
- ジャック・シラク（フランス共和国大統領）
- ビル・クリントン（アメリカ合衆国大統領）
- トニー・ブレア（イギリス首相）
- 小渕恵三（日本国内閣総理大臣）
- マッシモ・ダレマ（イタリア首相）
- ジャン・クレティエン（カナダ首相）
- ボリス・エリツィン（ロシア連邦大統領）